# Дадлея мучнистая
Дадлея мучнистая (лат. Dudleya farinosa) – вид суккулентных растений рода Дадлея, семейства Толстянковые. Прибрежное растение северной Калифорнии и южного Орегона (США), оно обычно встречается на океанских утёсах прямо над досягаемостью волн.Полукустарник произрастает в основном в биоме умеренного пояса.

## Описание

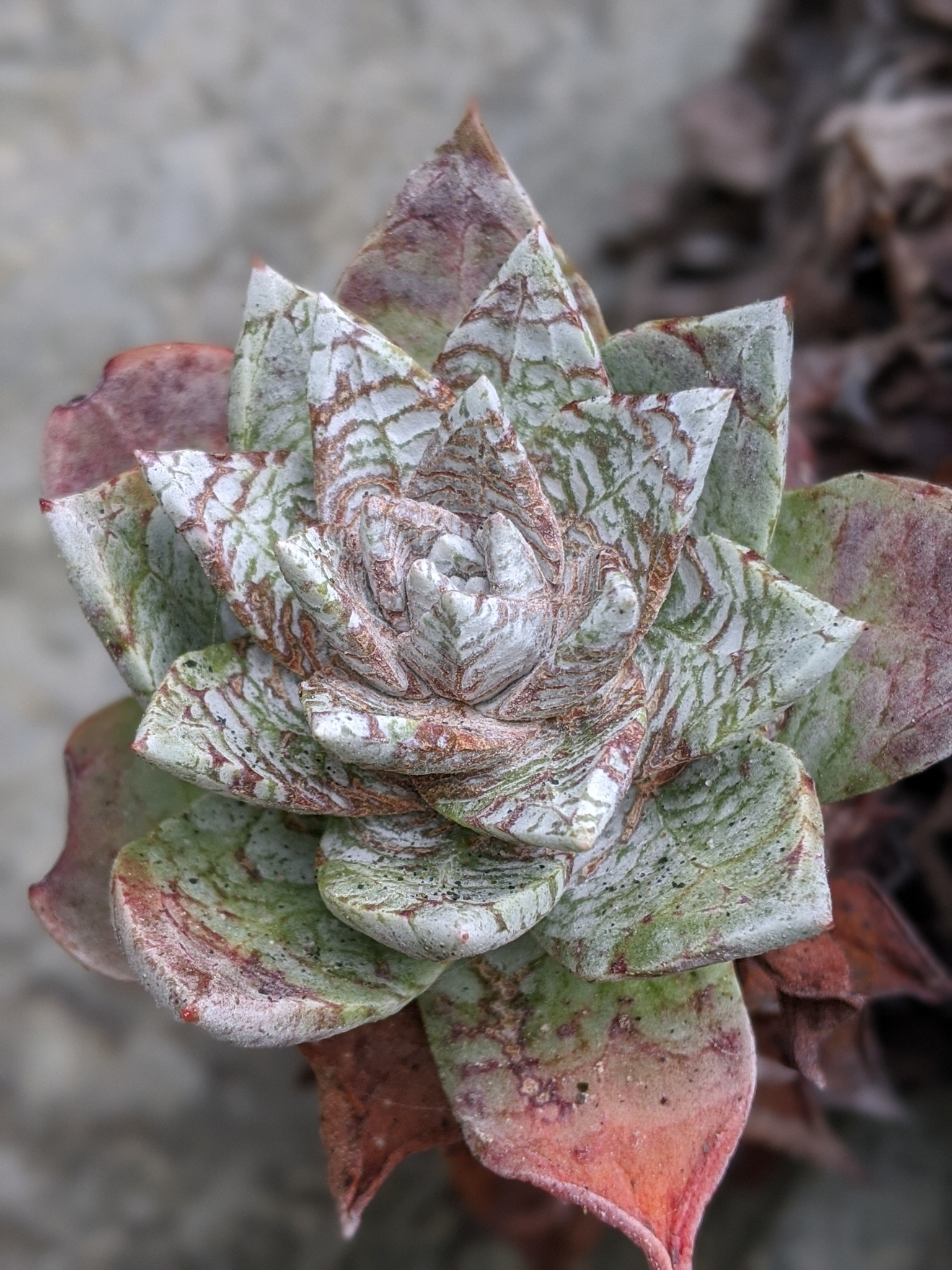

Его внешний вид характеризуется лотосоподобными розетками скошенных листьев. Летом растение образует высокий стебель от розового до красного, густо покрытый листвой, увенчанный ветвями, украшенными бледно-жёлтыми цветками. Зелёные или белые розетки этого растения можно увидеть на участках скалистого побережья и близлежащих островков.

#### Морфология
Стебли (в возрасте лежачие или висячие), ветвящиеся на вершине, (дерновые), 10-60 × 1-3 см, пазушные ветви отсутствуют. Листья: розетки (1-)3-5, не в пучках, 15-30-листные, 4-10 см в диаметре; пластинка серо-зелёная, переходящая в красноватую, яйцевидно-продолговатая, 2,5-6 × 1-2,5 см, 3-6 мм толщиной, основание 1-2,5 см шириной, вершина острая, поверхность иногда мучнистая, не сизоватая. Соцветия: кистевидные, 3-5-ветвистые, компактные, плоско верхушечные; ветки нескрученные (цветки на верхушке), простые или раздвоенные, (шириной 1-4 см); 3-11-цветковые, закругленные, 1-3,5 см; цветочные побеги 10-35×0,3-1 см; листьев 20-35, раскидистые, сердцевидно-яйцевидные, 10-25 × 10-20 мм, на вершине острые. Цветоножки прямостоячие, у плодов не отогнутые, большей частью 1-3 мм. Цветки: чашечка 5-8 × 5-6 мм; венчик рыхлотрубчатый, неплотно 5-угольный, свободные края каждого лепестка обычно не сближены с соседними лепестками; лепестки сросшиеся 1-2 мм, бледно-жёлтые, 10-14 × 3-4 мм, вершина острая до тупой, кончики часто загнуты наружу; пестики сговорчивые, прямостоячие. Незрелые фолликулы прямостоячие.

## Таксономия
Dudleya farinosa (Lindl.) Britton & Rose, Bull. New York Bot. Gard. 3: 15 (1903).

#### Этимология
Dudleya: Род Дудлея назван в честь Уильяма Рассела Дадли[en], первого заведующего кафедрой ботаники Стэнфордского университета.
farinosa: латинский эпитет, означающий «мучнистый».

#### Синонимы
Гомотипные (основанные на одном и том же номенклатурном типе):
- Echeveria farinosa Lindl., J. Hort. Soc. London 4: 292 (1849)

Гетеротипные (основанные на разных номенклатурных типах):
- Cotyledon farinosa Baker (1869)
- Cotyledon farinulenta (Lem.) Hemsl. (1880)
- Cotyledon lingula S.Watson (1879)
- Dudleya compacta Rose (1903)
- Dudleya eastwoodiae Rose (1903)
- Dudleya lingula (S.Watson) Britton & Rose (1903)
- Dudleya septentrionalis Rose (1903)
- Echeveria compacta (Rose) A.Berger (1930)
- Echeveria eastwoodiae (Rose) A.Berger (1930)
- Echeveria farinulenta Lem. (1864)
- Echeveria lingula (S.Watson) A.Nelson & J.F.Macbr. (1913)
- Echeveria septentrionalis (Rose) A.Berger (1930)

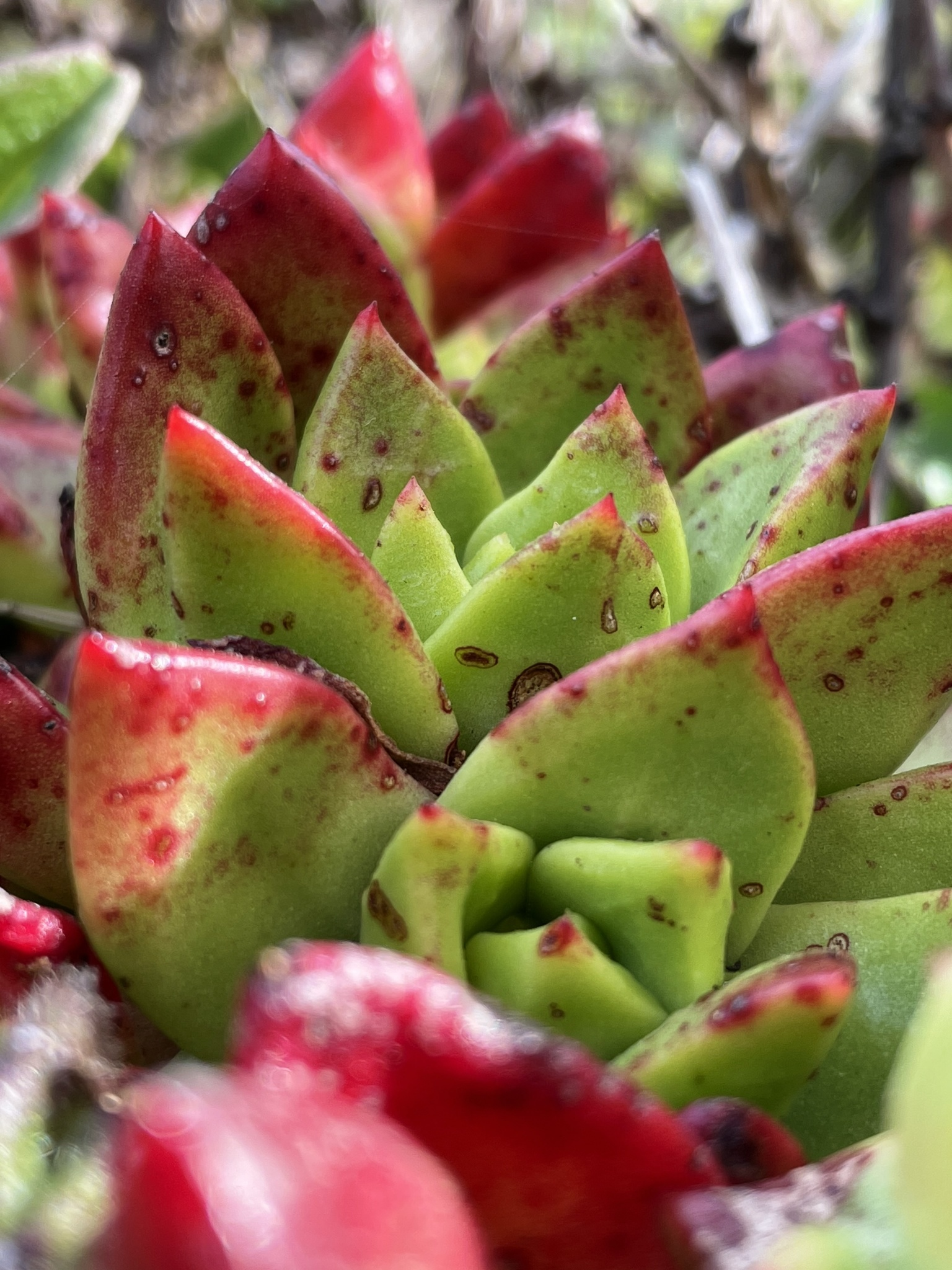
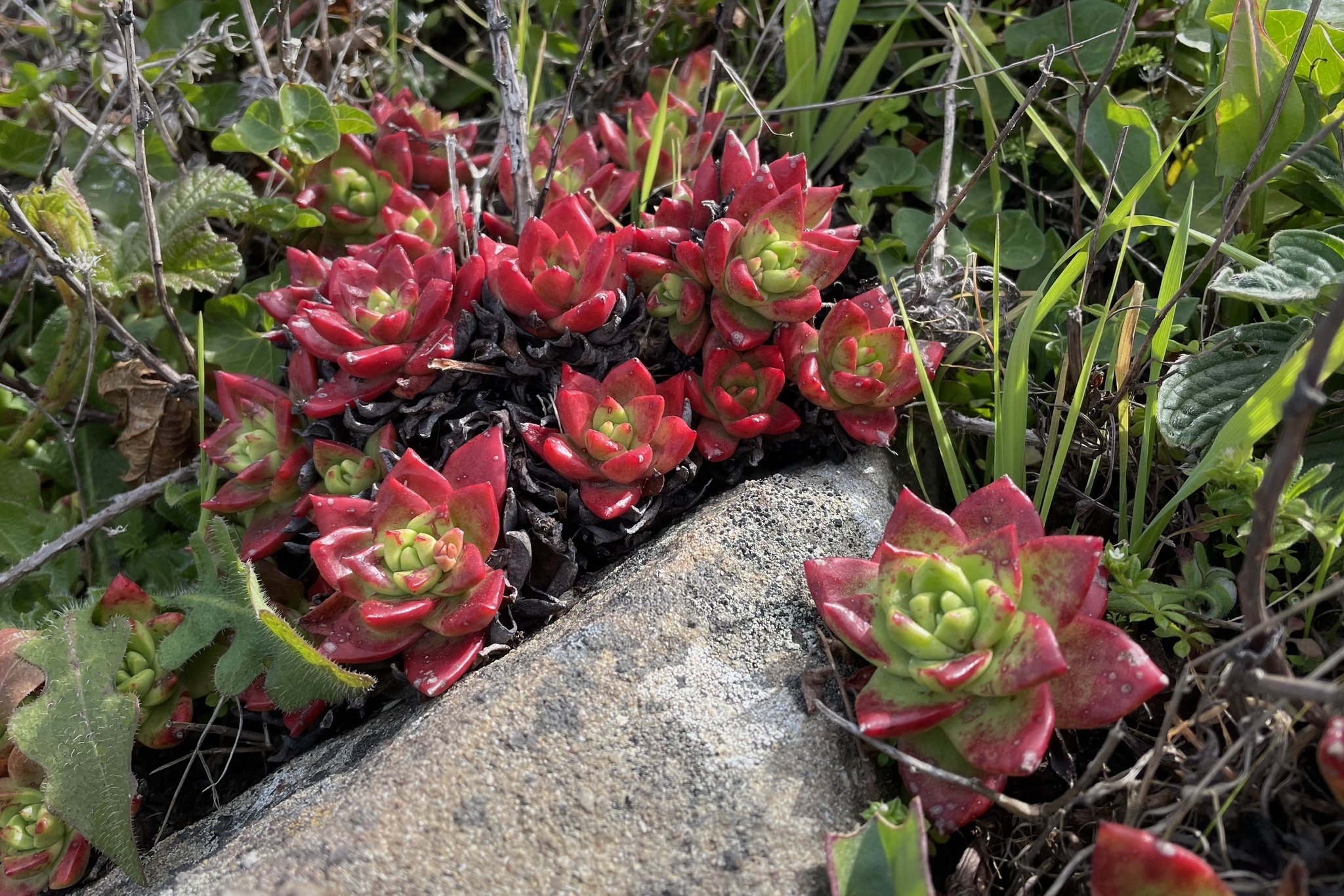
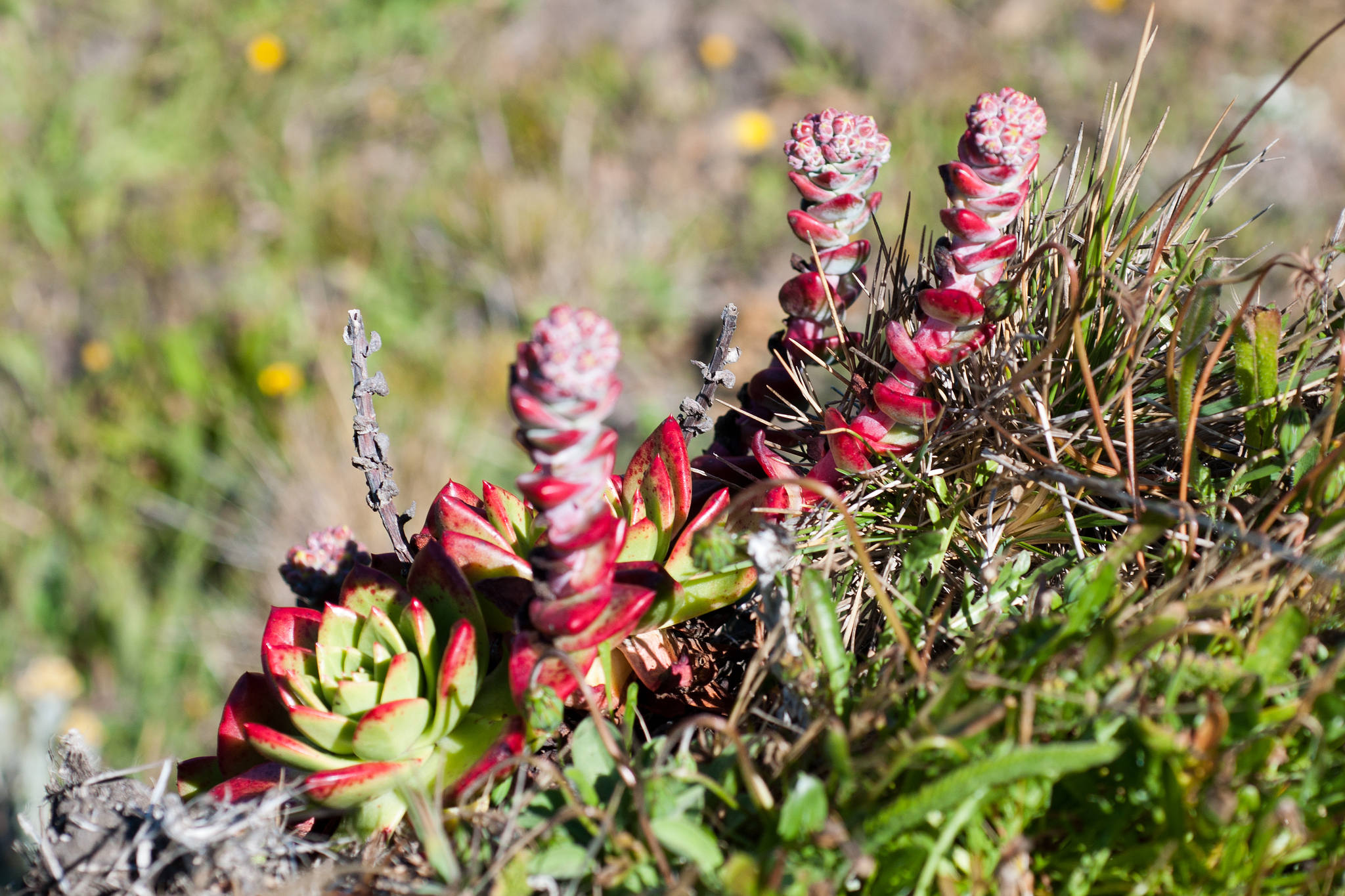

## Охрана
Несмотря на то, что они довольно распространены в своей среде обитания, в последние годы взаимодействие человека с растениями привело к разрушительным изменениям в популяциях, подверженных браконьерству. Характерный внешний вид этого растения делает его очень желанным для браконьеров, которые незаконно выкапывают растения в больших количествах и отправляют их в Восточную Азию, где они пользуются большим спросом у коллекционеров и любителей суккулентов. Браконьеры вывезли тысячи растений из мест их обитания в ходе браконьерских действий, перепродав их на зарубежных рынках за большие суммы денег. Браконьерские растения вряд ли выживут в чужой среде, а их местные популяции могут пострадать от потери генетического разнообразия.
Местные растения незаконно выкапываются в огромных количествах, которые первоначально считались удовлетворяющими спрос в качестве комнатных растений в Южной Корее и Китае. Недавние исследования показывают, что спрос может исходить от небольшого сообщества высококвалифицированных коллекционеров и энтузиастов суккулентов.